# Eleccions generals espanyoles de 1884

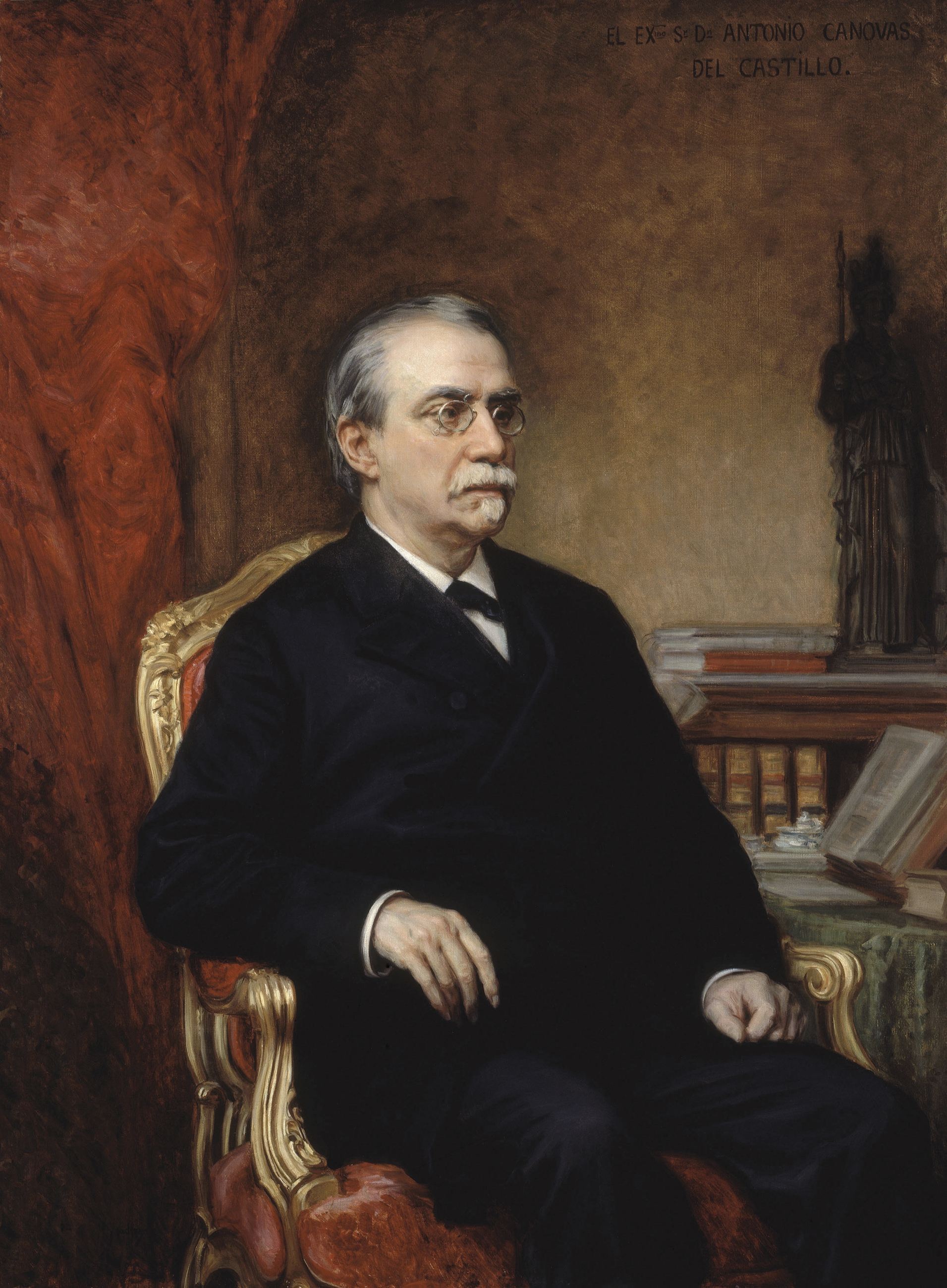
El conservador Cánovas del Castillo, cap de govern després de les eleccions de 1884

Les eleccions generals espanyoles de 1884 foren convocades el 27 d'abril de 1884 sota sufragi censatari. En total foren escollits 401 diputats, endemés dels 15 de Puerto Rico i 24 de Cuba.
Vencé per majoria el Partit Conservador, dirigit per Antonio Cánovas del Castillo. Els liberals anaven dividits en dues llistes, la liberal de Sagasta i Izquierda Dinástica. Quan als republicans, només van obtenir representació els possibilistes i els progressistes independents.
Fou elegit president del Congrés el conservador Francisco de Borja Queipo de Llano, comte de Toreno, i com a president del Senat Javier Arias Dávila, comte de Puñonrrostro. El cap de govern fou Antonio Cánovas del Castillo fins al 25 de novembre de 1885, quan es va produir la sobtada mort del rei Alfons XII. Aleshores els dos principals partits, conservador i liberal, signaren l'anomenat pacte del Pardo per a tornar-se en el poder successivament. Així Cánovas va dimitir i fou nomenat cap de govern Sagasta, qui convocà eleccions l'abril de 1886, instaurant-se el turnisme.

## Composició de la Cambra
| ← Eleccions generals espanyoles, 27 d'abril de 1884 → |        |                              |
| Partit                                                | Escons | Líder                        |
| Partit Liberal Conservador                            | 310    | Antonio Cánovas del Castillo |
| Partit Liberal                                        | 38     | Práxedes Mateo Sagasta       |
| Izquierda Dinástica                                   | 38     | José de Posada Herrera       |
| Partit Demòcrata Possibilista                         | 10     | Emilio Castelar              |
| Progressistes, republicans, demòcrates i independents | 2      | Eduardo Baselga Chávez       |
| Unió Liberal                                          | 1      | Joaquín Fontes y Contreras   |

## Resultats per circumscripcions

### Catalunya
- Barcelona
  - Víctor Balaguer i Cirera (liberal)
  - Antoni de Barnola (Conservador)
  - Teodor Baró i Sureda (Liberal)
  - Antoni Borrell i Folch (Conservador)
  - Pere Bosch i Labrús (Conservador)
  - Manuel Duran i Bas (Conservador)
  - Camil Fabra i Fontanills, marquès d'Alella (liberal)
  - Antoni Ferratges de Mesa i Ballester (liberal)
  - Roque Labajos Arenas (Conservador)
  - Francesc Gumà i Ferran (Conservador)
  - Joaquim Marin i Carbonell (Conservador)
  - Frederic Nicolau i Condeminas (Conservador)
  - Josep Maria Planas i Casals (Conservador)
  - Ramon de Rocafort i Casamitjana (Conservador)
  - Antoni Sedó Pàmies (Conservador)
  - Josep Sert i Rius (Conservador)
  - Pau Turull i Comadran (Conservador)
  - Joaquim Valentí i Fontrodona (Conservador)
- Girona
  - José Álvarez Mariño (Conservador)
  - Albert Camps i Armet (Conservador)
  - Joaquim Escrivà de Romaní i Fernández de Córdoba, marquès de Monistrol (Conservador)
  - Fèlix Macià i Bonaplata (Liberal)
  - Antoni Mataró i Villalonga (Conservador)
  - Luis Moreno y Gil de Borja, marquès de Borja (Conservador)
  - Albert de Quintana i Combis (Liberal)
  - Josep Maria Vehí i Ros (Conservador)
- Lleida
  - Manuel de Azcárraga Palmero (Liberal)
  - Gustau Bofill i Capella (Conservador)
  - Rafael Cabezas Montemayor (Conservador)
  - Luis de León y Cataumber, duc de Dénia (Liberal)
  - Josep Maria Martorell i Fivaller (Conservador)
  - José Porrúa y Moreno (Conservador)
  - Ramon Soldevila i Claver (Conservador)
  - Francesc Xavier Tort i Martorell (Conservador)
  - Jenaro Vivanco Menchaca (Conservador)
- Tarragona
  - Joaquim Castellarnau i Balcells (Conservador)
  - Josep Ferrer i Forés (Conservador)
  - Teodor Gonzàlez i Cabanne (Conservador)
  - Carlos Martín Murga (Conservador)
  - Francisco Martínez Corbalán
  - Joaquim Oliver i Garcia (Izquierda Dinástica)
  - Marià Pons i Espinós (Conservador)
  - Marià Rius i Montaner, comte de Rius (Izquierda Dinástica)

### Illes Balears
- Pedro Álvarez de Toledo y Acuña, marquès de Casa Fuerte (Conservador)
- Josep Cotoner Allendesalazar, comte de Sallent (Conservador)
- Ricardo Martorell y Fivaller, marquès de Paredes (Conservador)
- Joan Massanet i Ochando (Conservador)
- Antoni Maura i Montaner (Conservador)
- Marcelino Menéndez Pelayo (Conservador)
- Fernando de Velasco e Ibarrola

### País Valencià
- Alacant
  - Gregorio Cruzada Villaamil (Conservador)
  - Agustín Girón y Aragón, vescomte de les Torres de Luzón (Conservador)
  - José Moreno Leante (Conservador)
  - Francisco de Asís Pacheco Montoro (Izquierda Dinástica)
  - Arturo de Pardo Inchausti (Conservador)
  - Faustino Rodríguez-San Pedro (Conservador)
  - José de Rojas Galiano (Conservador)
  - Juan Sala Feliu (Conservador)
  - José María Santonja Almela (Conservador)
  - Antonio Torres Orduña (Conservador)
- Castelló
  - Eduardo Bassave Rodríguez de Alburquerque, marquès de San Eduardo (Conservador)
  - José Eugenio Bermejillo Menocal (Conservador)
  - Joaquín Gómez y Gómez Pizarro, marquès de Barzanallana (Conservador)
  - José Antonio Gutiérrez de la Vega (Conservador)
  - Domingo Herrero Sebastián (Conservador)
  - Juan Muñoz Vargas (Liberal)
  - Tomás Pérez del Pulgar y O'Lawlor (Conservador)
- València
  - Ciril Amorós i Pastor (Conservador)
  - Eduardo Atard Llobell (Conservador)
  - Eduardo Castañón Albizua (Conservador)
  - Manuel Danvila y Collado (Conservador)
  - Pasqual Dasí i Puigmoltó, comte de Bétera (Conservador)
  - Miguel Galiano Talens Tejedor y Ulloa, marqués de Montortal (Conservador)
  - Francisco de Laiglesia y Auset (Conservador)
  - Eduardo Maestre Tovia (Conservador)
  - Cristino Martos Balbi (Partit Demòcrata Possibilista)
  - Manuel Pérez de Junquitu y Gómez de Barreda, marques de Casa Ramos
  - Manuel Reig Fourquet (Conservador)
  - Juan Bautista Reig García (Conservador)
  - Antonio de Romrée y Paulin, marquès de Roncali (Conservador)
  - Arcadio Tudela y Martínez (Conservador)
  - Enrique Villarroya Llorens (Izquierda Dinástica)